# Reichenow-Möglin
Reichenow-Möglin är en kommun i Landkreis Märkisch-Oderland i förbundslandet Brandenburg i Tyskland. 
Kommunen bildades den 31 december 1997 genom en sammanslagning av de tidigare kommunerna Reichenow och Möglin. 
Kommunen ingår i kommunalförbundet Amt Barnim-Oderbruch.